# La Tentation de l'Occident
La Tentation de l'Occident est un essai d'André Malraux publié en 1926.
Lorsqu'il publie La Tentation de l'Occident en 1926 Malraux n'a que 24 ans mais celui qui écrira quelques années plus tard Les Conquérants et La Condition humaine est déjà fasciné par les cultures et les civilisations asiatiques et en particulier par la Chine. Aussi, il imagine dans ce livre, à mi-chemin entre roman et essai, un dialogue épistolaire entre deux intellectuels, un Français et un Chinois, représentants respectifs de l'Occident et de l'Orient, séjournant tour à tour en Europe et en Asie.